# Samba Sow (cầu thủ bóng đá, sinh 1989)
Samba Sow (sinh ngày 29 tháng 4 năm 1989) là một cầu thủ bóng đá người Mali thi đấu ở vị trí tiền vệ phòng ngự hay tiền vệ trung tâm cho F.K. Dynamo Moskva.

## Sự nghiệp câu lạc bộ
Sow chơi trận đấu đầu tiên cho RC Lens vào ngày 22 tháng 5 năm 2009, mùa giải mà Lens giành chức vô địch Ligue 2. Anh ghi bàn thắng đầu tiên cho câu lạc bộ vào ngày 15 tháng 5 năm 2010 ở phút thứ 36 trước FC Bordeaux, và giành chiến thắng 4-3. Anh ghi bàn ở phút thứ 95 để tạo nên chiến thắng 3-0 tại Vòng 1 Cúp Liên đoàn bóng đá Pháp trước Clermont Foot Auvergne 63 vào ngày 22 tháng 7 năm 2011.
Vào ngày 20 tháng 6 năm 2017, anh chuyển đến Giải bóng đá ngoại hạng Nga, ký hợp đồng với F.K. Dynamo Moskva. He extended his Dynamo contract vào ngày 30 tháng 12 năm 2017.

## Sự nghiệp quốc tế
Sow chơi trận đấu đầu tiên cho Mali vào ngày 27 tháng 12 năm 2009, trước Triều Tiên trong thất bại 1-0 dành cho Mali.

## Thống kê câu lạc bộ
Tính đến 13 tháng 5 năm 2018
| Câu lạc bộ           | Mùa giải            | Giải vô địch        | Giải vô địch | Giải vô địch | Cúp     | Cúp       | Châu lục | Châu lục  | Khác    | Khác      | Tổng cộng | Tổng cộng |
| Câu lạc bộ           | Mùa giải            | Hạng đấu            | Số trận      | Bàn thắng    | Số trận | Bàn thắng | Số trận  | Bàn thắng | Số trận | Bàn thắng | Số trận   | Bàn thắng |
| -------------------- | ------------------- | ------------------- | ------------ | ------------ | ------- | --------- | -------- | --------- | ------- | --------- | --------- | --------- |
| RC Lens              | 2008–09             | Ligue 2             | 1            | 0            | 0       | 0         | –        | –         | 0       | 0         | 1         | 0         |
| RC Lens              | 2009–10             | Ligue 1             | 31           | 1            | 4       | 0         | –        | –         | 1       | 0         | 36        | 1         |
| RC Lens              | 2010–11             | Ligue 1             | 10           | 0            | 1       | 0         | –        | –         | 0       | 0         | 11        | 0         |
| RC Lens              | 2011–12             | Ligue 2             | 23           | 0            | 0       | 0         | –        | –         | 1       | 1         | 24        | 1         |
| RC Lens              | 2012–13             | Ligue 2             | 25           | 0            | 2       | 0         | –        | –         | 0       | 0         | 27        | 0         |
| RC Lens              | Tổng cộng           | Tổng cộng           | 90           | 1            | 7       | 0         | 0        | 0         | 2       | 1         | 99        | 2         |
| Kardemir Karabükspor | 2013–14             | Süper Lig           | 32           | 0            | 4       | 0         | –        | –         | –       | –         | 36        | 0         |
| Kardemir Karabükspor | 2014–15             | Süper Lig           | 18           | 1            | 2       | 0         | 4        | 0         | –       | –         | 24        | 1         |
| Kardemir Karabükspor | Tổng cộng           | Tổng cộng           | 50           | 1            | 6       | 0         | 4        | 0         | 0       | 0         | 60        | 1         |
| Kayserispor          | 2015–16             | Süper Lig           | 16           | 1            | 8       | 0         | –        | –         | –       | –         | 24        | 1         |
| Kayserispor          | 2016–17             | Süper Lig           | 25           | 2            | 8       | 0         | –        | –         | –       | –         | 33        | 2         |
| Kayserispor          | Tổng cộng           | Tổng cộng           | 41           | 3            | 16      | 0         | 0        | 0         | 0       | 0         | 57        | 3         |
| F.K. Dynamo Moskva   | 2017–18             | Premier League      | 23           | 0            | 1       | 0         | –        | –         | –       | –         | 24        | 0         |
| Tổng cộng sự nghiệp  | Tổng cộng sự nghiệp | Tổng cộng sự nghiệp | 204          | 5            | 30      | 0         | 4        | 0         | 2       | 1         | 240       | 6         |

## Thống kê quốc tế
| 2009      | 1  | 0 |
| 2010      | 4  | 0 |
| 2011      | 4  | 0 |
| 2012      | 10 | 0 |
| 2013      | 7  | 0 |
| 2014      | 2  | 0 |
| 2015      | 6  | 2 |
| 2016      | 2  | 0 |
| 2017      | 2  | 0 |
| Tổng cộng | 38 | 2 |

### Bàn thắng quốc tế
Tỉ số và kết quả liệt kê bàn thắng của Mali trước.
| Bàn thắng | Ngày                 | Địa điểm                                        | Đối thủ  | Tỉ số | Kết quả | Giải đấu                                     |
| --------- | -------------------- | ----------------------------------------------- | -------- | ----- | ------- | -------------------------------------------- |
| 1.        | 6 tháng 6 năm 2015   | Centre Sportif Maâmora, Salé, Maroc             | Libya    | 2–1   | 2–2     | Giao hữu                                     |
| 2.        | 14 tháng 11 năm 2015 | Sân vận động Francistown, Francistown, Botswana | Botswana | 2–1   | 2–1     | Vòng loại Giải vô địch bóng đá thế giới 2018 |